# Stanley Garton
Arthur Stanley Garton (født 31. marts 1889 i London, død 20. oktober 1948 i Woking) var en engelsk roer og olympisk guldvinder.

## Rokarriere
Garton gik på Eton College og senere på Magdalen College på Oxford University og roede begge steder. Han var med til at vinde Oxford vs. Cambridge Boat Race i 1909, 1910 og 1911 og var med til at vinde Henley Royal Regatta i otteren i 1910 og 1911 samt 1913.
Han var med i den britiske otter fra Leander ved OL 1912 i Stockholm i besætningen, der ud over ham talte Ewart Horsfall, Sidney Swann, Leslie Wormald, Angus Gillan, Edgar Burgess, Alister Kirby, Philip Fleming og styrmand Henry Wells. Båden vandt i indledende heat over en canadisk båd, i kvartfinalen over en australsk båd og i semifinalen over en tysk båd. I finalen mødte Leander en anden britisk båd fra New College, Oxford, og Leander trak fra halvvejs i løbet og så sig ikke tilbage, men vandt med en længde. Ved lodtrækningen om banerne til finaleløbet vandt New College og tilbød ifølge traditionen modstanderne at vælge først. Traditionen bød så, at modstanderne skulle afslå valget, men Leander accepterede det og valgte den bedste bane. Dette medførte, at kong Gustav 5. ved medaljeceremonien ærede New College, der siden har haft en tradition med ved festlige lejligheder at udbringe en skål under overskriften "God Damn Bloody Magdalen" og have et brevhoved med forkortelsen herfor, 'GDBM'.

## Øvrige karriere
Han bevarede en tæt tilknytning til sin sport efter universitetet, og han fungerede som træner for Oxford i flere tilfælde efter første verdenskrig.
Hans datter giftede sig med Dickie Burnell, der vandt OL-guld i 1948 i dobbeltsculler, og hans dattersøn deltog i Cambridge-Oxford-løbet i 1962.

## OL-medaljer
- 1912:  Guld i otter